# Kênh Tẻ

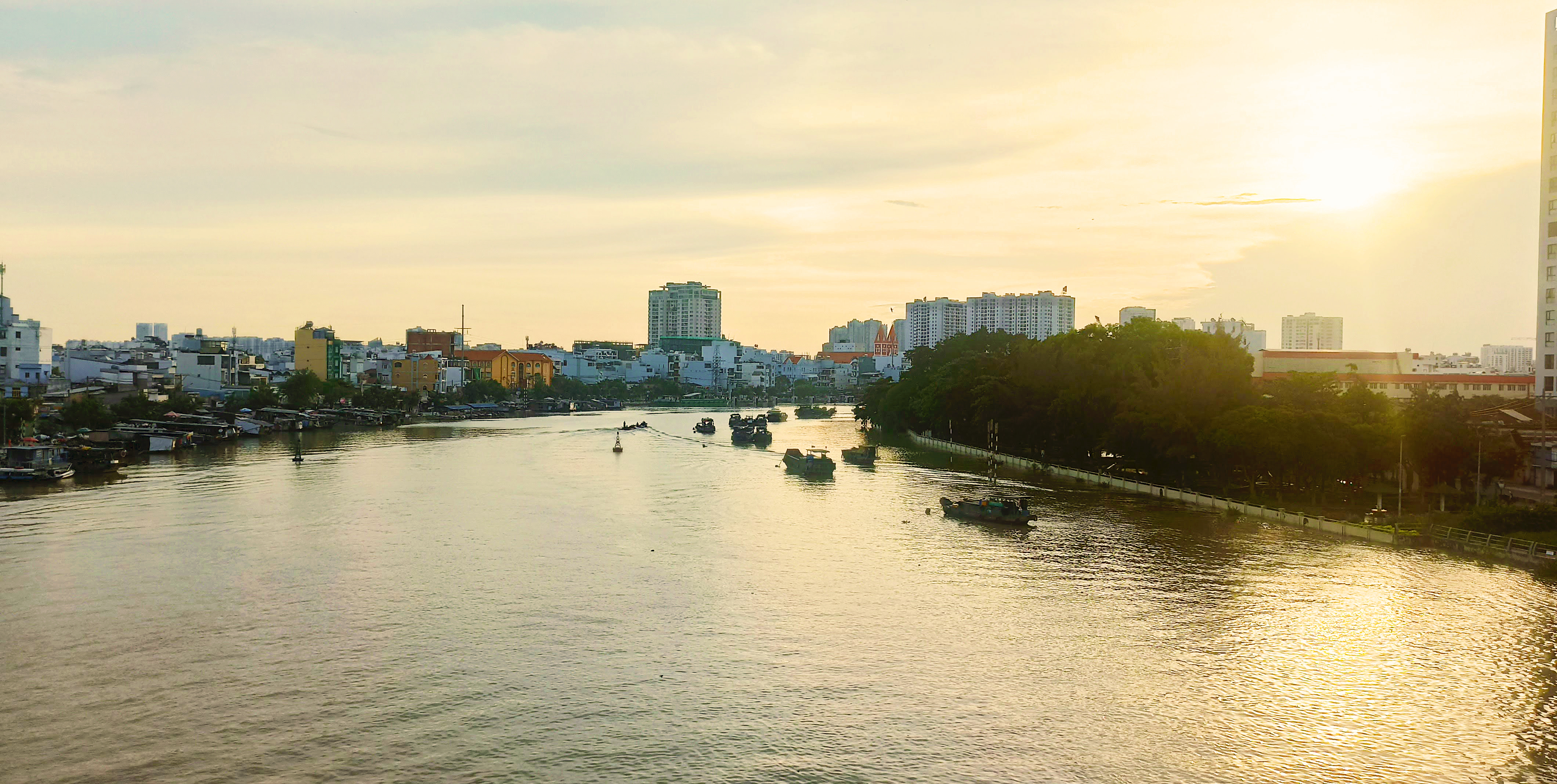
Kênh Tẻ nhìn từ cầu Tân Thuận, chia cắt quận 4 và quận 7

Kênh Tẻ là một con kênh đào dài 4,4 km, nối từ sông Sài Gòn đến ngã tư nơi giao với kênh Bến Nghé, kênh Tàu Hủ và kênh Đôi.
Kênh Tẻ là ranh giới tự nhiên giữa Quận 4 và Quận 7, được chính quyền thực dân Pháp cho đào từ năm 1905, đến năm 1906 thì hoàn thành.
Các cây cầu bắc qua: cầu Tân Thuận, cầu Kênh Tẻ, cầu Nguyễn Văn Cừ.

Kênh Tẻ, đoạn qua cầu Kênh Tẻ

Hiện nay, thành phố đang triển khai xây dựng cống ngăn triều Tân Thuận trên kênh Tẻ, là một phần của dự án chống ngập bằng cách kiểm soát triều cường và chủ động hạ thấp mực nước kênh trục.